# Grifone (Alice nel Paese delle Meraviglie)
Il Grifone è un personaggio del romanzo fantastico Le avventure di Alice nel Paese delle Meraviglie di Lewis Carroll.

## Il personaggio
Il Grifone è descritto, come il suo omologo mitologico, come un animale col corpo di leone e testa e ali di aquila. Va però notato che, in originale, il nome della creatura è gryphon e non griffin, come da vocabolario.
Il personaggio è uno dei servitori della Regina di Cuori, ma è la Duchessa Brutta a ordinargli di portare Alice a conoscere la Falsa Tartaruga. Una volta eseguito l'ordine, il Grifone chiede alla Falsa Tartaruga di raccontare ad Alice la propria storia, quindi ascolta le poesie recitate dalle due. Si dimostra tendenzialmente disinteressato alle lagne della Falsa Tartaruga, mentre rimprovera ad Alice gli errori nella recitazione.
In seguito, quando viene proclamato il processo contro il Fante di Cuori, riporta Alice alla corte della Regina, piantando in asso la Falsa Tartaruga.

### Analisi
Il Grifone, insieme alla Falsa Tartaruga, è uno dei pochi personaggi a entrare in sintonia con Alice, anziché mostrare un atteggiamento antagonistico. A questo punto della storia, in effetti, la bambina è una "creatura a metà", nel bel mezzo del viaggio tra infanzia e maturità: allo stesso modo il Grifone e la Tartaruga sono animali compositi, sospesi tra diversi identità. Tuttavia, a differenza della Falsa Tartaruga, il Grifone appare severo e disinteressato alla sorte degli altri personaggi.
Anche l'atteggiamento di Alice nei confronti dei due personaggi, in effetti, è diverso rispetto a quello riservato agli altri comprimari: la bambina si mostra infatti in grado di correggere e prevenire le proprie ingenuità, nonché di soppesare autonomamente il severo giudizio del Grifone nei suoi riguardi, trovandolo indegno di considerazione. In definitiva, i capitoli in cui compare la Falsa Tartaruga rappresentano l'ultimo stadio del percorso interiore di Alice, che difatti di lì a poco comprenderà perfettamente i meccanismi di funzionamento del Paese delle Meraviglie e sarà in grado di uscirne con le sue sole forze.

## Riferimenti nella cultura

### Film
Tra le apparizioni del Grifone negli adattamenti del romanzo si ricordano il film del 1933, dove era interpretato da William Austin, e quello del 1999, dove era un pupazzo meccanico doppiato da Donald Sinden.
Nei piani originali, il Grifone doveva apparire anche nel film Disney del 1951, ma fu tagliato in fase di produzione. Per il personaggio fu comunque elaborato un design, che comparve in alcune pubblicità della Disney negli anni seguenti.

### Videogiochi
Il Grifone appare in American McGee's Alice; nel sequel Alice: Madness Returns viene dichiarato morto e se ne vede lo scheletro.